# Oligotrema psammatodes
Oligotrema psammatodes is een zakpijpensoort uit de familie van de Molgulidae. De wetenschappelijke naam van de soort is voor het eerst geldig gepubliceerd in 1905 door Sluiter.